# Gabriele Mucchi

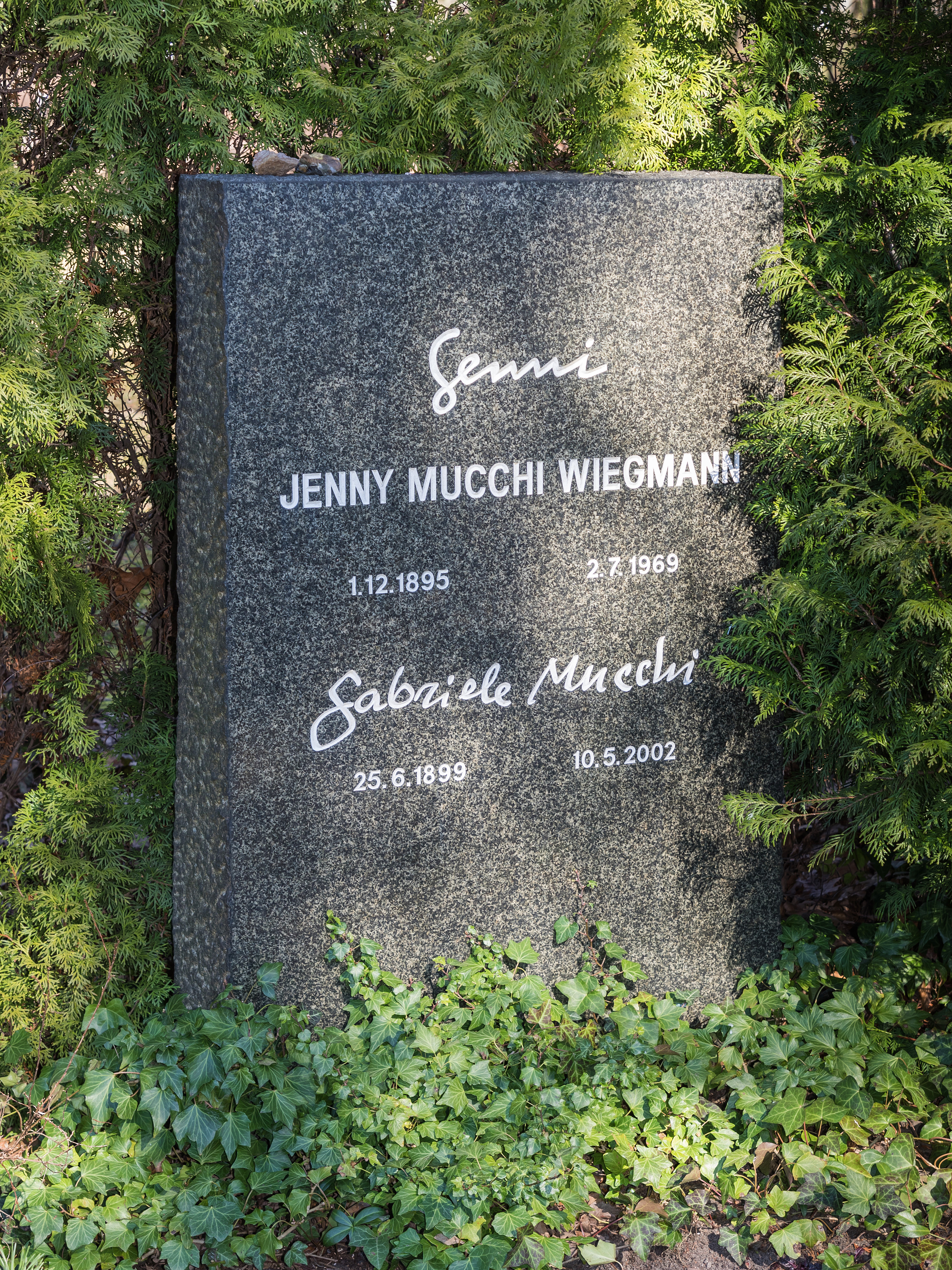
nagrobek Gabriele Mucci i Jenny Mucchi-Wiegmann w alei artystów na cmentarzu Berlin-Friedrichsfelde

Gabriele Mucchi (ur. 25 czerwca 1899 w Turynie we Włoszech, zm. 20 maja 2002 w Mediolanie) – włoski malarz, grafik i architekt. Uważany za jednego z prekursorów Nowego Realizmu.

## Życie
Po uzyskaniu matury w latach 1916-23 studiował budownictwo i architekturę na uniwersytecie w Bolonii. Studia te musiał w 1917-18 przerwać z powodu służby wojskowej i udziału w I wojnie światowej. Po studiach pracował w przedsiębiorstwie budowlanym w Rzymie. Od 1927 w biurze architektonicznym w Mediolanie. Po pobycie w Berlinie w latach 1928-30 dłuższy czas przebywał w Paryżu 1931-34. W latach następnych jego nazwisko stało się znane również poza granicami Włoch dzięki pełnemu wyrazu malarstwu ściennemu. Jego atelier stało się miejscem spotkań antyfaszystowskiej grupy Corrente.
Po II wojnie światowej, w której walczył najpierw jako żołnierz, a następnie partyzant, założył pismo Realismo.
W latach 1956-61 mieszkał w NRD i był profesorem w szkole Sztuk Pięknych Berlin-Weißensee. W latach 1961–63 pracował w Instytucie Caspara Davida Friedricha uniwersytetu w Greifswaldzie. Później mieszkał w Mediolanie i w Berlinie.
Od 1933 był mężem Jenny Mucchi-Wiegmann.